# Clytorhynchus vitiensis
Clytorhynchus vitiensis là một loài chim trong họ Monarchidae.